# Leo Friedrich
Leo Friedrich, wirklicher Name: Leo Hermann (* 6. Mai 1842 in Wien; † 2. August 1908 in Berlin) war ein österreichischer und deutscher Schauspieler sowie Lehrer für Dramaturgie, Regisseur und Schriftsteller.

## Leben und Wirken
Der Sohn eines Zahnarztes in Österreichs Hauptstadt absolvierte zu Zeiten von Erzherzog Heinrich eine militärische Ausbildung als Kadett, zu der auch „Benimm- und Tanzunterricht“ gehörte. Auf Grund seiner schauspielerischen Begabung schloss er sich im 21. Lebensjahr einem reisenden Schauspieltrupp in der Steiermark an und wirkte seit 1869 am Theater in der Josefstadt in Wien. 1870/1871 war er Charakterspieler am Theater an der Wien. Dort spielte er in der Operette Die Banditen von Jacques Offenbach mit.

### Namensänderung
Ursprünglich lautete sein Familienname Loewy, auch Levy geschrieben. Er ließ ihn 1871 amtlich in Hermann ändern, als er den Beruf des Schauspielers bereits ausübte. Danach legte er sich das Pseudonym Leo Friedrich zu, wobei „Friedrich“ ehemals sein zweiter, offizieller Vorname war. Damit einher erfolgte sein Austritt aus dem mosaischen Glauben. Anschließend trat er in die römisch-katholische Kirche ein. Der Schriftsteller und Journalist sowie Theaterkritiker Siegfried Loewy (1857–1931) war sein jüngerer Halbbruder.

### Burgschauspieler
Im Jahre 1871 wechselte der junge Schauspieler an das Hofburgtheater. In seinen ersten Bühnenauftritten spielte er hier die Rollen des „Streichbergers“ im Geadelten Kaufmann, „Don Cletos“ in Rezept gegen Schwiegermutter und des „Schulmeisters“ in Deborah. Zu seinen Hauptrollen zählten weiter „Duperron“ in Der arme Marquis, „Cimber“ in Julius Cäsar, „Cheops“ in Atho, der Priesterkönig und „Franz Moor“ in Die Räuber. Am Burgtheater wurde er zeitweilig als Komparserie-Direktor und Regisseur eingesetzt.

### Lehrkraft am Wiener Konservatorium
Im Jahre 1877 schied Leo Friederich als Hofschauspieler aus, um sich in Vollzeit seiner seit 1874 bestehenden Nebentätigkeit als Professor am Wiener Konservatorium für die Fachgebiete „dramatische Darstellung“ und „mündlicher Vortrag“ zu widmen. Zudem wirkte er als Regisseur an der Opernbühne des Wiener Konservatoriums. Die Dresdner Opernsängerin Mathilde Fröhlich (1967–1934) gehörte zu seinen Schülerinnen ebenso wie die Schauspielerin und Gründerin einer Theaterschule in Frankfurt am Main im Jahre 1896 Thessalia Klinkhammer (1859–1934).

### Leiter des Schlosstheaters in Tata (Ungarn)
Vorübergehend leitete Leo Friedrich das 1888 fertiggestellte, private Schlosstheater im ungarischen Tata (deutsch: Totis) des Grafen Esterhazy (1839–1897).

### Auszeichnung
Zu seinen Auszeichnungen gehörte eine goldene Medaille für Kunst und Wissenschaft, die ihm von der Gesellschaft „Promotore“ in Neapel verliehen wurde.

### Professor am Stern’schen Konservatorium in Berlin
Ab 1890 wirkte Leo Friedrich am Stern’schen Konservatorium in Berlin. Er wohnte mehrere Jahre während seiner Berliner beruflichen Tätigkeit in der Schöneberger Martin-Luther-Straße. Am Konservatorium arbeitete Friedrich an der zugehörigen „Opernschule“ und er war zugleich Leiter der versuchsweise neu eingerichteten „Schauspielschule“. Nach dem Ableben von Friedrich führte der Rezitator Bruno Tuerschmann die Schauspielschule weiter.

## Ruhestätte: Evangelischer Friedhof Matzleinsdorf
Seine letzte Wohnung in Deutschland befand sich in der Charlottenburger Rankestraße.
Friedrich wurde auf dem Evangelischen Friedhof Matzleinsdorf in Österreichs Hauptstadt bestattet. Er hinterließ drei erwachsene Kinder, zwei Söhne und eine Tochter. Seine Frau war schon Jahre zuvor verstorben. Ein Sohn, Fritz, war Schauspieler in Wien. Die Tochter, Hella Friedrich-Hermann, wohnte ebenfalls in Wien. In der Wiener Porzellangasse war auch Leo Friedrich – zuletzt vor seinem Umzug nach Berlin – ansässig, als er noch eine eigene Bühnenschule besaß.

## Werke
- Heitere Vorträge für Salon und Vereine. [Eine Sammlung selbst verfasster und fremder Gedichte für den Vortrag eingerichtet und in öffentlichen Vorlesungen erprobt von Leo Friedrich. Einband mit Porträtfoto des Autors]. Daberkow’s Verlag, Wien o. Jahr (Erstveröffentlichung 1895); insgesamt 3 Bände.
- Nach Tische (Lustspiel). Mitautor: Karl Gröber (1847–). 1904.[18]
- Jeanette (kleines Schauspiel), 1904 veröffentlicht.
- Die Nihilistin (Schwank) mit Karl Gröber verfasst.